# Jonas Hoffman (borgmästare)
Jonas Hoffman, född på 1600-talet, död 1733, var en svensk borgmästare och riksdagsledamot.

## Biografi
Jonas Hoffman föddes på 1600-talet. Han blev 1711 rådman i Örebro stad och 1713 stadssekreterare i nämnda stad. Han var riksdagsledamot för borgarståndet i Örebro vid riksdagen 1719, riksdagen 1720 och riksdagen 1723. Han blev 1728 borgmästare i Örebro stad och var riksdagsledamot för borgarståndet i Örebro vid riksdagen 1731. Hoffman avled 1733.

### Familj
Hoffman gifte sig 1702 med Elisabet Stark (född 1685).